# Капнисты
Капни́ст и Капнисси — русский дворянский и графский род.
Именным Высочайшим указом императора Александра II (15 января и 23 июля 1876 и 17 марта 1877) потомкам Ильи Петровича Капниста дозволено пользоваться в России графским титулом итальянского королевства. Граф Дионисий Маркович переселился в Россию (1788) и Высочайше утверждённым мнением Государственного совета (13 июня 1819 года) получил дозволение носить титул венецианского графа.
Род внесён в V часть родословной книги Харьковской, Полтавской и Черниговской губерний.

## Происхождение и история рода
Фамилия графов Капнистов ведёт своё начало от Стомателло Капниссиса родом с греческого острова Занте, возведённого (06 января 1702 года) венецианским правительством в графское Венецианской республики достоинство за проявленный героизм при войне с турками. Их предок, Пётр Христофорович Капнисси в конце XVII века был полковником венецианской службы. Василий Петрович Капнист выехал вместе с отцом в 1711 в Россию, поступил на русскую службу под именем Капниста, был бригадиром, получил имения в Полтавской губернии (1743) и убит в 1757 году под Гросс-Егерсдорфом.
Один из его сыновей — известный писатель Василий Васильевич Капнист. Из сыновей Василия Иван Васильевич (умер в 1860 году) был смоленским и московским губернатором, затем сенатором, а из внуков: граф Дмитрий Алексеевич (1837—1904) — директор Азиатского департамента министерства иностранных дел; граф Пётр Алексеевич (1839(1840?)—1904) был посланником в Гааге, позже — сенатор, граф Пётр Иванович (1830—1898) — писатель, поэт и драматург. Граф Павел Алексеевич (род. в 1842 году), попечитель Московского учебного округа, напечатал в московских журналах ряд статей о классическом образовании и других.
Известен также Алексей Павлович Капнист (1871—1918), начальник главного штаба ВМФ.

## Известные представители
- Капнист, Алексей:[править]  -  Капнист, Алексей Васильевич (ок. 1796—1867) — подполковник, член Союза Благоденствия, сын В. В. Капниста.
  -  Капнист, Алексей Павлович (1871—1918) — контр-адмирал, камергер.
- Капнист, Василий:[править]  -  Капнист, Василий Алексеевич (1838—1910) — лебедянский уездный и харьковский губернский предводитель дворянства, гофмейстер.
  -  Капнист, Василий Васильевич (1758—1823) — русский поэт и драматург, общественный деятель.
  -  Капнист, Василий Петрович (? — 1757) — миргородский и киевский полковник Войска Запорожского, бригадир.
- Капнист, Джованни (род. 1925) — академик и президент (1996—2001) Итальянской академии кулинарного искусства.
- Капнист, Дмитрий:[править]  -  Капнист, Дмитрий Алексеевич (1837—1904) — директор Азиатского департамента министерства иностранных дел.
  -  Капнист, Дмитрий Павлович (1879—1926) — титулярный советник, депутат IV Государственной думы.
- Капнист, Елизавета Васильевна (1844 — после 1914) — попечительница различных Общин сестёр милосердия Красного Креста.
- Капнист, Иван:[править]  -  Капнист, Иван Васильевич (1798—1860) — московский гражданский губернатор, тайный советник, сенатор; сын В. В. Капниста.
  -  Капнист, Иван Михайлович (1857—1897) — окружной контролёр Пензенского губернского акцизного управления (1888—1897), граф.
- Капнист, Ипполит Ипполитович (1872—1936) — русский агроном и общественный деятель, депутат Государственной думы.
- Капнист, Мария Ростиславовна (1913—1993) — советская актриса.
- Капнист, Павел Алексеевич (1842—1904) — русский чиновник, юрист и писатель, тайный советник, сенатор, прокурор Московской судебной палаты, граф.
- Капнист, Пётр:[править]  -  Капнист, Пётр Алексеевич (1840—1904) — русский дипломат, действительный тайный советник, камергер, сенатор.
  -  Капнист, Пётр Васильевич (? — 1826) — судакский помещик, старший брат В. В. Капниста; служил в дворцовой страже Людовика XVI.
  -  Капнист, Пётр Иванович (1830—1898) — русский писатель, драматург и поэт; сын И. В. Капниста.
- Капнист, Раиса Евгеньевна (около 1862 — ?) — попечительница различных светских образовательных учреждений, графиня.
- Капнист, Семён Васильевич (1791—1843) — член Союза Благоденствия, поэт-любитель, сын В. В. Капниста.
- Капнист (Скалон), Софья Васильевна (1796—1861) — автор «Воспоминаний», дочь В. В. Капниста.

Потомки рода графов Капнист существуют и проживают во Франции (Париж) ,в России (Ярославль) и в Украине (Харьков).